# Fritz Franz Vogel
Fritz Franz Vogel (* 20. Februar 1957 in Luzern) ist ein Schweizer Fotograf, Herausgeber und Verleger.

## Leben
Fritz Franz Vogel besuchte das Gymnasium Immensee, das er 1977 mit der Matura abschloss. Es folgte 1977–1980 ein Studium mit Diplomabschluss in klinischer Heilpädagogik an der Universität Fribourg. In den Jahren 1984–1986 absolvierte er eine Weiterbildung an der Kunstgewerbeschule Zürich/Fachbereich Fotografie. 1992–1996 studierte er an der Universität Zürich (Volkskunde, Kunst- und Fotogeschichte) und schloss mit dem Lizentiat ab. Seine Lizentiatsarbeit beschäftigte sich mit erotisch-pornografischer Privatfotografie. 2006 erschien seine Dissertation zur inszenierten Fotografie unter dem Titel The Cindy Shermans. inszenierte Identitäten. Fotogeschichten von 1840–2005. 2009–2011 machte er den Master of Arts / Curating an der ZHdK. Seine stark erweiterte Masterarbeit erschien 2012 unter dem Titel Vom Ausstellen und Zeigen. Das Handbuch der Exponatik.
Vogel erwarb 2013 in Diessenhofen die ehemalige «Tigerfinklifabrik», wo er sein Archiv (10'000 Bücher zu Fotografie, Kunst und Sittengeschichte) und einen Kulturraum (Ausstellungen, Vorträge, Theater) eingerichtet hat und fortan interdisziplinär bewirtschaftet.
Er lebt und arbeitet in Diessenhofen. Er ist verheiratet mit der Textildesignerin Andrea Buck.

## Wirken
Vogel ist Kultur- und Bildwissenschaftler. Seit 1983 arbeitet er an der Dokumentation und Archivierung des freien und schulischen Theaterschaffens der Schweiz (Plakate, Programmhefte, Fotos). Seit 1992 beschäftigt er sich produktiv, kooperativ und interdisziplinär in den Medien Text, Fotografie und Buch (Herstellung und Herausgeberschaft). Der Schwerpunkt seiner Arbeit liegt bei Forschungen, Publikationen und Ausstellungen in den Bereichen inszenierte und dokumentarische Fotografie, populäres und freies Theater, Alphabete und visuelle Kommunikation, Exponatik, Körperbilder und Erotica.
1985–1992 arbeitete er im Sozialbereich als Kursleiter im Bildungsclub für Menschen mit Beeinträchtigungen und als Teammitglied in der Zürcher Wohnschule. 1986–1992 führte er den off-space raum f für fotografie und performance und war Mitglied der Performance-Gruppe a* battery a** (mit M. Vänçi Stirnemann und Chrig Perren). 1998–2003 war er Redaktor der Spielpost, einem Fachblatt an der Schnittstelle Schule/Theater. 1998–2021 war er als Kursleiter an der EB Zürich (Informatik, Einstieg und DTP) tätig. Nach wie vor ist er als Publizist, Ausstellungsmacher und Bildforscher tätig. Vogel ist seit 2018 Präsident der Gemeinnützigen Gesellschaft Diessenhofen; er verantwortet mit deren Vorstand jährlich ein vielseitiges Kultur- und Veranstaltungsprogramm.

## Veröffentlichungen (Auswahl)

### Autorschaft
- Fritz Franz Vogel (Hrsg.): BILD. Legenden. 99 Texte zu historischen und zeitgenössischen Fotografien. 2., erweiterte Auflage. Limmat Verlag, Zürich 2002, ISBN 3-85791-381-9.
- Der verschämte Blick. Von der Konstruktion des Hässlichen bis zur Verkitschung der Entstellung. Verlag mit dem Pfeil im Auge, Wädenswil 2003, ISBN 3-909198-09-0.
- Barbara Davatz. Beauy lies within. Porträts aus einer globalisierten Mode-Welt. Limmat Verlag, Zürich 2005, ISBN 978-3-85791-530-7.
- The Cindy Shermans: Inszenierte Identitäten. Fotogeschichten von 1840–2005. Böhlau-Verlag, Köln 2006, ISBN 978-3-41230-705-9.
- SJW-Heftli – ein gutes Stück Schweizer Illustrationsgeschichte. Verlag mit dem Pfeil im Auge, Wädenswil 2007, ISBN 978-3-909198-13-9.
- …dieser verdammte Schrott und noch mehr! Skizzenbücher 1987–2007 von Peter R. Müller. Böhlau-Verlag, Köln 2009, ISBN 978-3-412-20250-7.
- Soo ooo ooo oooooooooo viele! Von Kreis zur Kolonne, von der Menge zur Masse, vom Schwarm zum Stosstrupp, von der Familie zu facebook. Gruppenfotografien zwischen Standesrepräsentation, Vereinsmeierei und Kunstdiskurs. Edition Lammerhuber, Baden bei Wien 2012, ISBN 978-3-901753-48-0. (Nominiert zum Deutschen Fotobuchpreis 2013.[3])
- Vom Ausstellen und Zeigen. Das Handbuch der Exponatik. Böhlau-Verlag, Köln 2012, ISBN 978-3-412-20989-6.
- Kitsch per Post. Das gesüßte Leben auf Bromsilberkarten von 1895–1920. Böhlau-Verlag, Köln 2014, ISBN 978-3-412-22432-5.
- Johan Christian Castberg: Frühling im Herbst – eine wilde Liebe. edition abcdefghijklmnopqrstuvwxyz 2021, ISBN 978-3-03858-725-5 (Information).
- Tigerfinkli – der Versuch, eine Legende zu berichtigen. edition ABCDEFGHIJKLMNOPQRSTUVWXYZ, Diessenhofen 2022, ISBN 978-3-03858-734-7.
- Fotografierte Fotografen. Ein Beruf setzt sich ins Bild. Bea-Verlag, Brugg 2022, ISBN 978-3-905177-36-7. (Silbermedaille Deutscher Fotobuchpreis 2023)
- «Nichts ohne meine Sonne». Zur Emblematik des Fotografischen. edition ABCDEFGHIJKLMNOPQRSTUVWXYZ, Diessenhofen 2022, ISBN 978-3-03858-413-1.
- Modebilder und Maskenkostüme. Der extravagante Zeichner Ludwig Bechstein und sein spleeniger Kopist Caesar Bertsch als Vorläufer skulpturaler couture und body extensions von Alexander McQueen bis Iris van Herpen…. edition ABCDEFGHIJKLMNOPQRSTUVWXYZ, Diessenhofen 2023, ISBN 978-3-03858-744-6.
- Wir von hier, die von dort – damals wie heute. Rolf Wessendorfs Serie «Werktag» im Kontext der Berufsporträtfotografie. Eine ReVision nach 30 Jahren. edition ABCDEFGHIJKLMNOPQRSTUVWXYZ, Diessenhofen 2023, ISBN 978-3-03858-524-4.
- Die Bildwelt der Ansichtskarte – ein Kulturgut und seine Erzählformen. Bd. 1: Die Schweizer Topografie. edition ABCDEFGHIJKLMNOPQRSTUVWXYZ, Diessenhofen 2023, ISBN 978-3-03858-409-4.
- Rasierroboter, Unterwassertrams und fliegende Feuerwehr. Technikutopien um 1900 auf Sammelbildern, mit einem Appendix zur damaligen Gender-Debatte. edition ABCDEFGHIJKLMNOPQRSTUVWXYZ, Diessenhofen 2024, ISBN 978-3-03858-904-4.

### Co-Autorschaft
- mit Joseph Kiermeier-Debre: Das Alphabet. Die Bildwelt der Buchstaben von A bis Z. Mit zahlreichen Abb. nebst einem Lexikon der Designer, Formschneider und Drucker. Ravensburger Buchverlag, Ravensburg 1995, ISBN 978-3-473-48379-2.
- mit Joseph Kiermeier-Debre: Menschenalphabete. Nackte Models – Wilde Typen – Modische Charaktere. Jonas Verlag, Marburg 2001, ISBN 978-3-89445-285-8.
- mit Joseph Kiermeier-Debre: Wilhelm von Gloeden – auch ich in Arkadien. Ausstellungskatalog der Kunsthalle Memmingen. Böhlau, Köln / Weimar / Wien 2008, ISBN 978-3-412-20065-7.
- mit Joseph Kiermeier-Debre: Josef Madlener: Mein Kosmos. Böhlau, Köln / Weimar / Wien 2007, ISBN 978-3-412-13306-1.
- mit Joseph Kiermeier-Debre: Josef Madleners Schattentheater. Ausstellungskatalog der Kunsthalle Memmingen. Franz Brack Verlag, Altusried 2008, ISBN 978-3-930323-81-4.
- mit Joseph Kiermeier-Debre: Kunst kommt von Prestel. Das Künstlerehepaar Johann Gottlieb und Maria Katharina Prestel: Frankfurt ǀ London. Werkkatalog der Kunsthalle Memmingen. Böhlau, Köln / Weimar / Wien 2008,  ISBN 978-3-412-20249-1.
- mit Joseph Kiermeier-Debre: Wolfgang Niesner. Kopfstücke. Ausstellungskatalog der Kunsthalle Memmingen. Böhlau, Köln / Weimar / Wien 2009, ISBN 978-3-412-20441-9.
- mit M. Vänçi Stirnemann: flick gut! Panne, Blätz, Prothese. Kulturgeschichtliches zur Instandstellung. Jonas Verlag, Marburg 2004, ISBN 978-3-89445-331-2.
- mit Marcel Gubler: Kleider Klamotten Kostüme. Ein Fundus für Spiel, Theater und Werken. Pestalozzianum, Zürich 1995, ISBN 3-907526-34-1.
- mit Marcel Gubler, Maria Tresa Splett-Sialm: Musik Theater Musik. Ein Ton- und Ideenarchiv für die Spiel-, Theater- und Musikpädagogik. Pestalozzianum, Zürich 1998.
- mit Alfred Schlienger: TheaterRausCH! Schweizer Szenen für ein junges Publikum. Imbos Verlag, Basel 1999, ISBN 3-906481-02-6.

### Mit-Herausgeberschaft
- mit Joseph Kiermeier-Debre: Der Volks-Schiller. Gesänge aus der Ludlamshöhle. Pornographische Parodien aus dem Biedermeier. (Paralleldruck mit einem Nachwort und zahlreichen Abb. aus der Sammlung Krenner) Christian Brandstätter Verlag, Wien 1995, ISBN 978-3-85447-563-7.
- mit Joseph Kiermeier-Debre, Willfried Baatz: Die Klassische Basisbibliothek auf CD-ROM 1 und CD-ROM 2. (Volltextdatenbanken: Drama, Erzählende Literatur, Lyrik (umfasst etwa je 50 Titel)). Sauerländer, Aarau 1997, ISBN 3-7941-3958-5 / ISBN 3-7941-3959-3.

## Auszeichnungen
- 2020: Recherche-Stipendium der Kulturstiftung des Kantons Thurgau
- 1995: Preis der Stiftung Buchkunst für vorbildliche Gestaltung und Layout im Wettbewerb der schönsten deutschen Bücher, für Das Alphabet. Die Bildwelt der Buchstaben von A bis Z (mit Joseph Kiermeier-Debre)
- 1995: Preis für Theaterfotografie, erstmals vergeben vom Schweizerischen Bühnenverband, für seine szenischen Theaterdokumentationen.
- 1992: Preis der Stiftung Buchkunst für vorbildliche Gestaltung und Layout im Wettbewerb der schönsten deutschen Bücher, für Poetisches Abracadabra (mit Joseph Kiermeier-Debre)